# Esplanade Silvia-Monfort
L'esplanade Silvia-Monfort est une voie du 15e arrondissement de Paris, en France.

## Situation et accès
L'esplanade est délimitée à l'ouest par le parc Georges-Brassens et à l'est par la rue Brancion.

## Origine du nom
Elle porte le nom de la légende du théâtre Silvia Monfort (1923-1991).

## Historique
L'esplanade porte ce nom depuis 2011 et a été inaugurée le 8 mars 2013.

## Bâtiments remarquables et lieux de mémoire
- Le parc Georges-Brassens
- Le marché du livre ancien et d'occasion, tous les samedis et dimanches depuis 1987.
- Le théâtre Monfort.

## Galerie

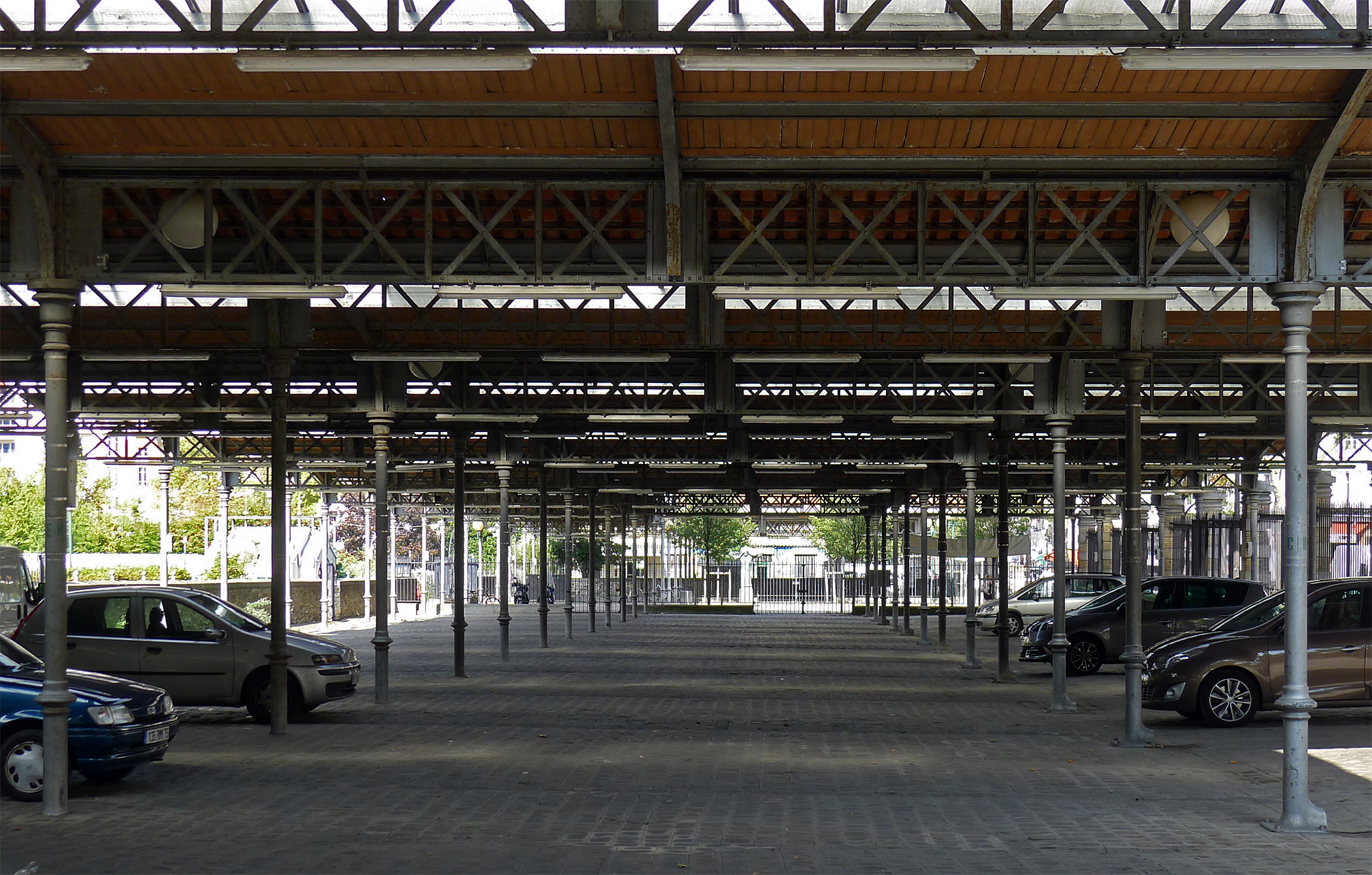
Halles à chevaux des anciens abattoirs de Vaugirard où se tient le marché du livre ancien et d'occasion.
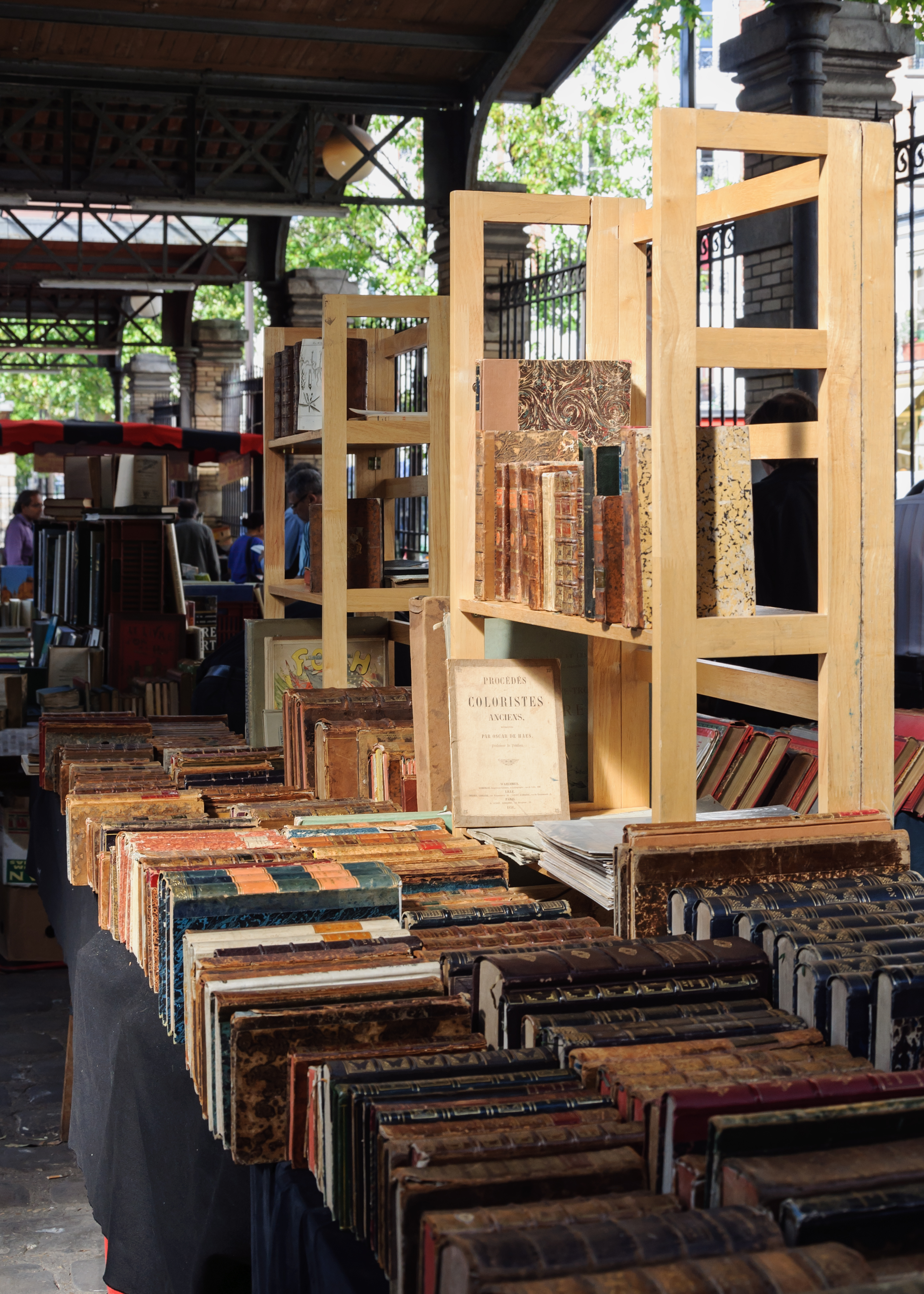
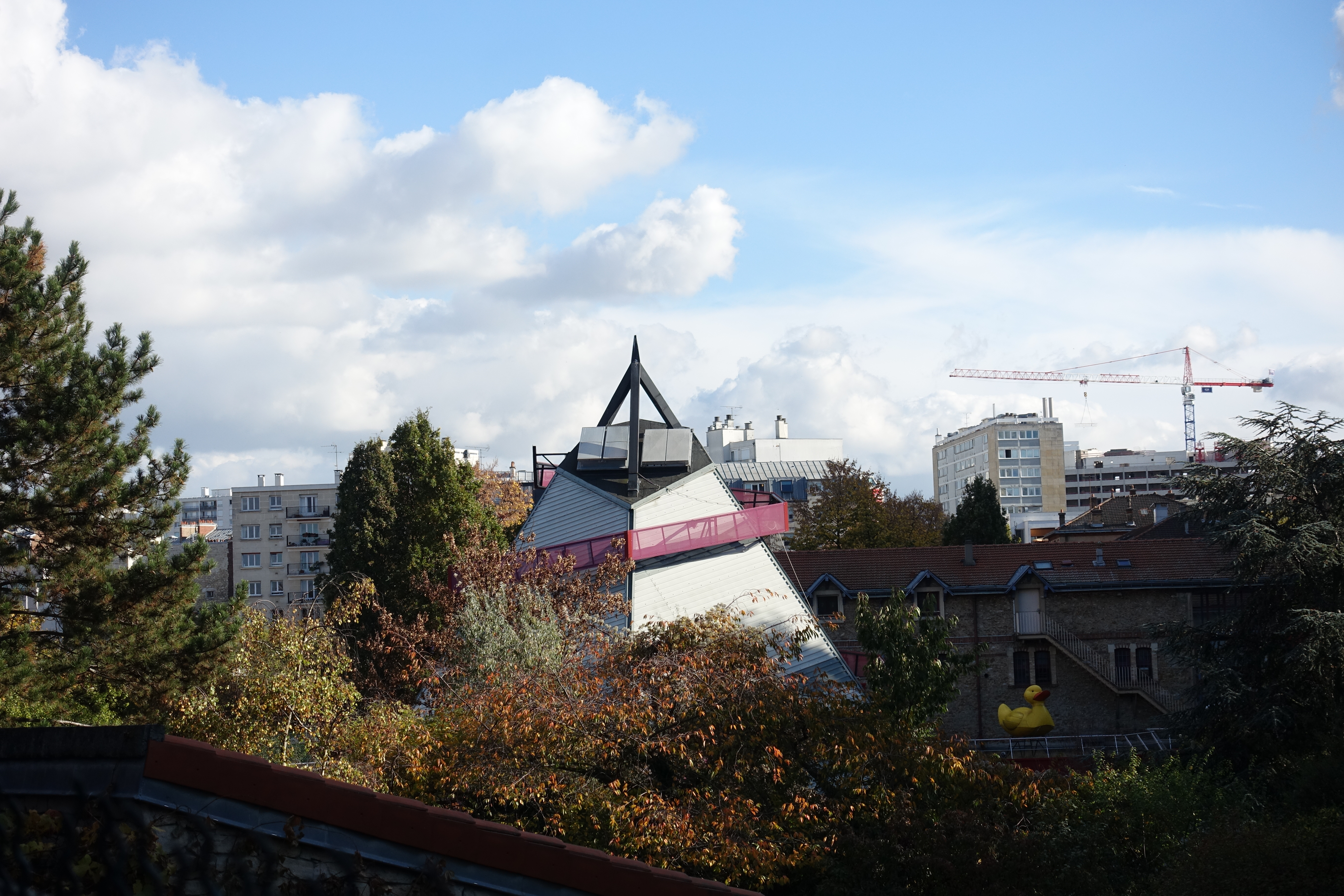
Théâtre Le Monfort et parc Georges Brassens